# Diplolaeviopsis ranula
Diplolaeviopsis ranula är en lavart som beskrevs av Giralt & D. Hawksw. 1991. Diplolaeviopsis ranula ingår i släktet Diplolaeviopsis, divisionen sporsäcksvampar och riket svampar.   Inga underarter finns listade i Catalogue of Life.